# Уленж (гмина)
Уленж (пол. Ułęż) — сельская гмина (волость) в Польше, входит как административная единица в Рыцкий повет, Люблинское воеводство. Население — 3646 человек (на 2004 год).

## Сельские округа
1. Бялки-Дольне
2. Бялки-Гурне
3. Дронжгув
4. Коженюв
5. Лендо-Руске
6. Милоше
7. Подлёдувка
8. Сарны
9. Собешин
10. Уленж
11. Вонвольница
12. Зосин
13. Жабянка

## Прочие поселения
1. Бжозова
2. Древник
3. Нова-Вулька
4. Осмолице
5. Подлёдув
6. Собешин-Колёня
7. Стара-Вулька

## Соседние гмины
1. Гмина Адамув
2. Гмина Баранув
3. Гмина Езожаны
4. Гмина Новодвур
5. Гмина Рыки
6. Гмина Жыжин